# RDNA 2

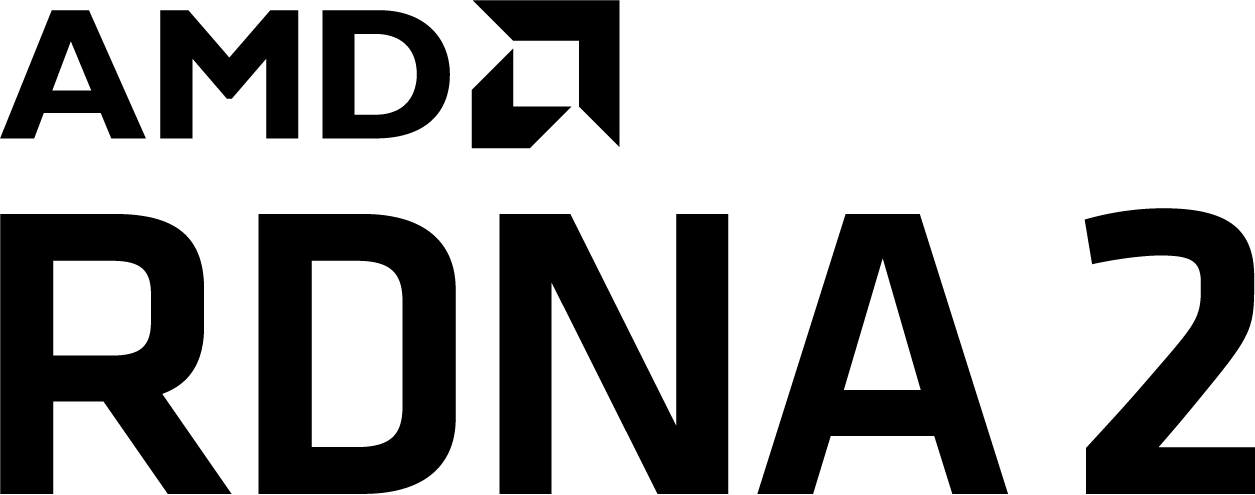

RDNA 2는 AMD가 설계한 GPU 마이크로아키텍처로, 2020년 11월 18일 라데온 RX 6000 시리즈와 함께 출시되었다. RDNA 2는 RX 6000 시리즈를 구동하는 것 외에도 AMD가 플레이스테이션 5, 엑스박스 시리즈 X/S, Steam Deck 콘솔용으로 설계한 SoC에도 탑재되어 있다.

## 배경
2019년 7월 7일, AMD는 노후화된 GCN(Graphics Core Next) 마이크로아키텍처를 대체하는 게임용으로 특별히 설계된 새로운 그래픽 아키텍처인 RDNA 마이크로아키텍처의 첫 번째 반복을 출시했다. RDNA를 통해 AMD는 GCN 5세대 및 엔비디아의 경쟁 튜링 마이크로아키텍처를 기반으로 한 이전 베가 시리즈에 비해 대기 시간을 줄이고 전력 효율성을 향상시키려고 했다.
RDNA 2는 2020년 1월에 처음 공개 발표되었으며, AMD는 처음에 RDNA 2를 전년도의 원래 RDNA 아키텍처의 "새로 고침"이라고 불렀다. 2020년 3월 5일 개최된 AMD 재무 분석가의 날에서 AMD는 RDNA의 후속작인 RDNA 2에 대한 세부 정보를 제공하는 클라이언트 GPU 로드맵을 보여주었는데, 이는 TSMC의 7nm 프로세스를 사용하여 다시 구축되고 2020년에 출시될 것이다. AMD는 투자자들에게 말했다. RDNA 2 마이크로아키텍처를 통해 와트당 성능을 50% 향상시키고 IPC를 높이는 것을 목표로 삼았다.
2020년 10월 28일, AMD는 RDNA 2 아키텍처 및 라데온 RX 6000 시리즈에 대한 온라인 공개 행사를 개최했다. 이 행사는 AMD가 젠 3 마이크로아키텍처를 기반으로 구축된 라이젠 5000 시리즈 프로세서를 공개한 지 20일 후에 열렸다.

## 같이 보기
- 암페어 (마이크로아키텍처)